# Workstation
Workstation (in italiano, postazione di lavoro) è un termine della lingua inglese utilizzato in informatica per indicare un tipo di computer monoutente, che si contraddistingue dall'essere destinato principalmente a un utilizzo produttivo (da cui il prefisso work = lavoro), e dall'avere alte prestazioni per poter assolvere compiti altamente professionali di vario genere.
Sono utilizzate soprattutto nella forma di computer desktop, in ambiti di lavoro che necessitano di grandi potenze di calcolo come, ad esempio, il CAD, la ricerca scientifica, la produzione audio-video, le applicazioni di simulazione e calcolo ingegneristico. Esso è dunque sinonimo di un computer più potente rispetto a un normale personal computer domestico o di ufficio.

## Storia

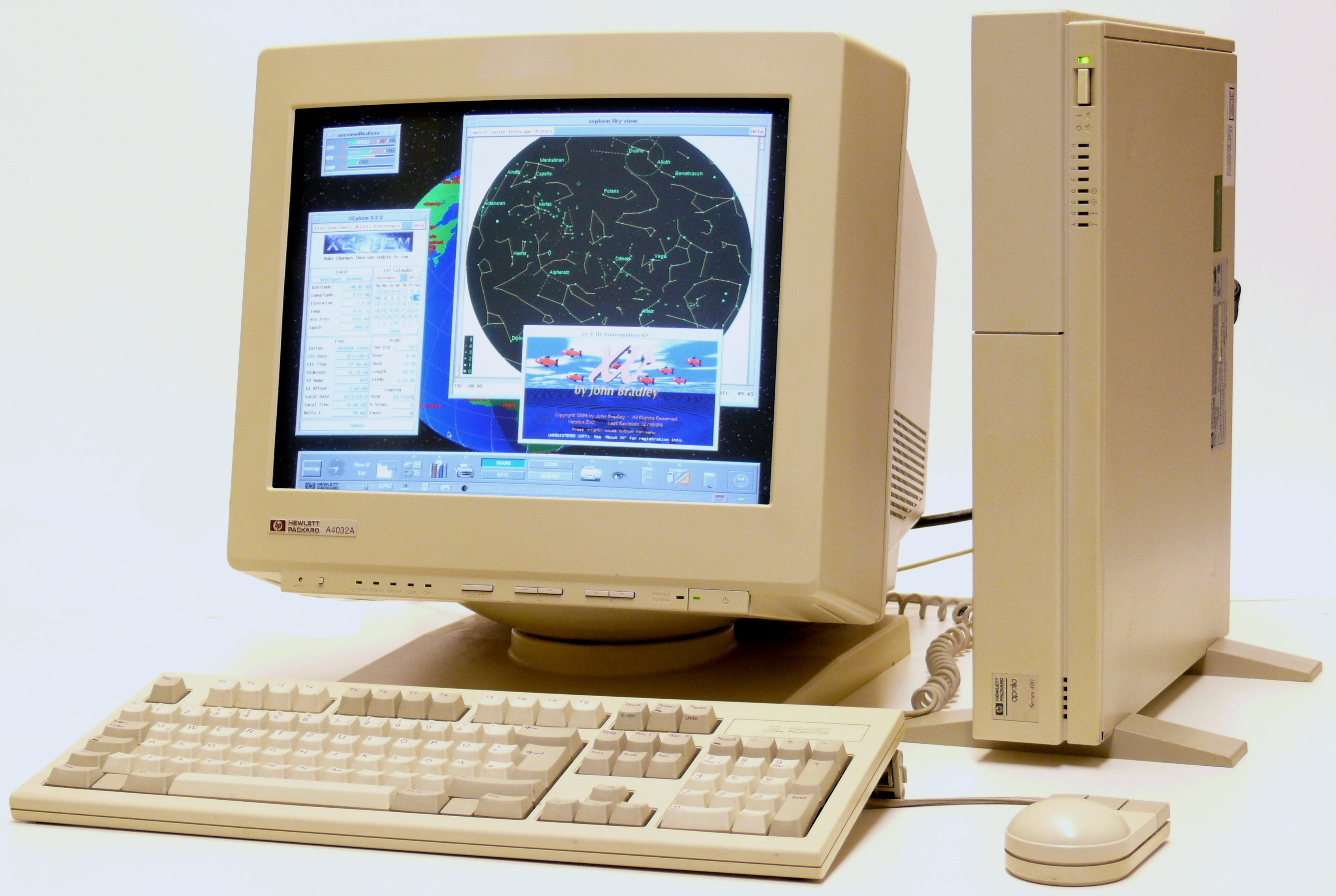
Una Workstation HP 9000 modello 425 con HP-UX 9 e Visual User Environment (VUE)

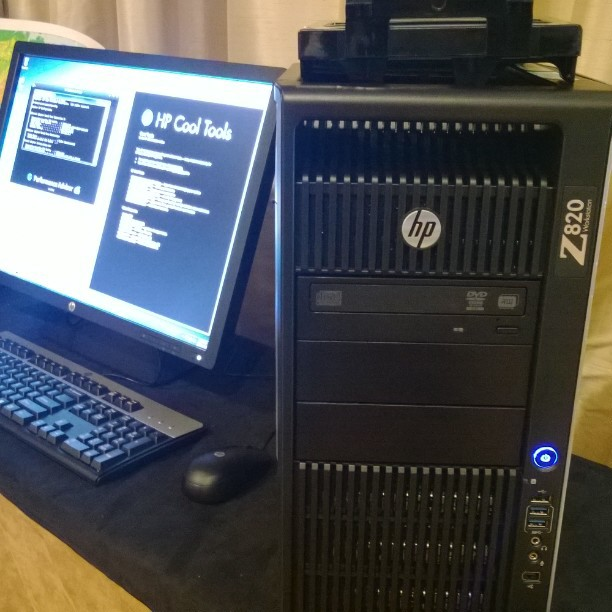
Hewlett-Packard Z820, una workstation con architettura x86-64

Le prime workstation apparvero all'inizio degli anni ottanta, vendute da Sun Microsystems e dotate di un processore Motorola 68000 a 32/16 bit.
Nel 1996 Microsoft commercializzava una versione di Windows NT 4.0 chiamata workstation, dedicata ai computer aziendali o professionali che dovevano essere più "carrozzati" dei personal.
I personal computer, al tempo già in vendita, erano molto più economici ma proprio per questo non potevano fornire nessuna di queste caratteristiche. La situazione cominciò a cambiare alla fine degli anni novanta, quando le prestazioni dei PC salirono abbastanza da poter eseguire quei programmi (CAD, grafica 3D, simulazioni scientifiche, ecc.) che fino ad allora avevano bisogno di una workstation per poter funzionare. La fascia bassa del mercato workstation passò quindi ai personal computer.
Nel 2005 il mercato workstation è diviso tra i personal computer più potenti e le workstation tradizionali, che nel frattempo sono aumentate anch'esse di prestazioni, anche se la differenza non è più marcata come prima.
Dal 2017 Microsoft ha in catalogo una versione di Windows 10 Pro denominato Windows 10 Pro per Workstation, dedicato a stazioni di lavoro con hardware specifico e con prestazioni di alto livello. Ad esempio questa tipologia di Windows 10 supporta sino a 4 CPU fisiche e 6 TB di RAM, valori paragonabili a macchine server di fascia bassa.

## Descrizione
Le armi principali delle workstation risiedono nei processori a 64 bit (indispensabili per compiti che richiedono più di 4 gigabyte di RAM) e nella disponibilità di sistemi multiprocessore. Inoltre, le workstation rivolte all'elaborazione grafica (il CAD ad esempio) devono avere schede video estremamente prestanti, soprattutto quando ci sono anche applicazione di rendering (per non parlare di flussi video in ambito architettonico/industriale).
A differenza delle macchine che sono impiegate come server, sulle workstation si installano i sistemi operativi comuni (nel caso dei computer aziendali o professionali solitamente si sceglie la versione enterprise o professional che, tra le altre cose, permette la registrazione su un dominio).

### Vecchia definizione
Durante gli anni novanta una workstation era definita da:
- uno o più processori a 64 bit, capace di indirizzare una grande quantità di memoria, basati su architettura RISC.
- sistema operativo Unix
- un sistema di dischi SCSI, ad elevate prestazioni, spesso uniti in un sistema RAID.
- una veloce scheda di rete (Ethernet a 10, 100 e poi 1000 mbit/s)
- una scheda grafica molto potente (per i tempi), specie sulle workstation Silicon Graphics
- un monitor di grandi dimensioni per comodità di visione.